# Kurranjärvi
Kurranjärvi är en sjö i Finland. Den ligger i kommunen Siikalatva i landskapet Norra Österbotten, i den centrala delen av landet, 500 km norr om huvudstaden Helsingfors. Kurranjärvi ligger 85,5 meter över havet. Arean är 3,63 kvadratkilometer och strandlinjen är 12,65 kilometer lång. Sjön  ingår i Siikajokis huvudavrinningsområde.   I omgivningarna runt Kurranjärvi växer i huvudsak blandskog.
I övrigt finns följande i Kurranjärvi:
- Isokari (en ö)

I övrigt finns följande vid Kurranjärvi:
- Purasimenjärvi (en sjö)